# Rödfärgspriset

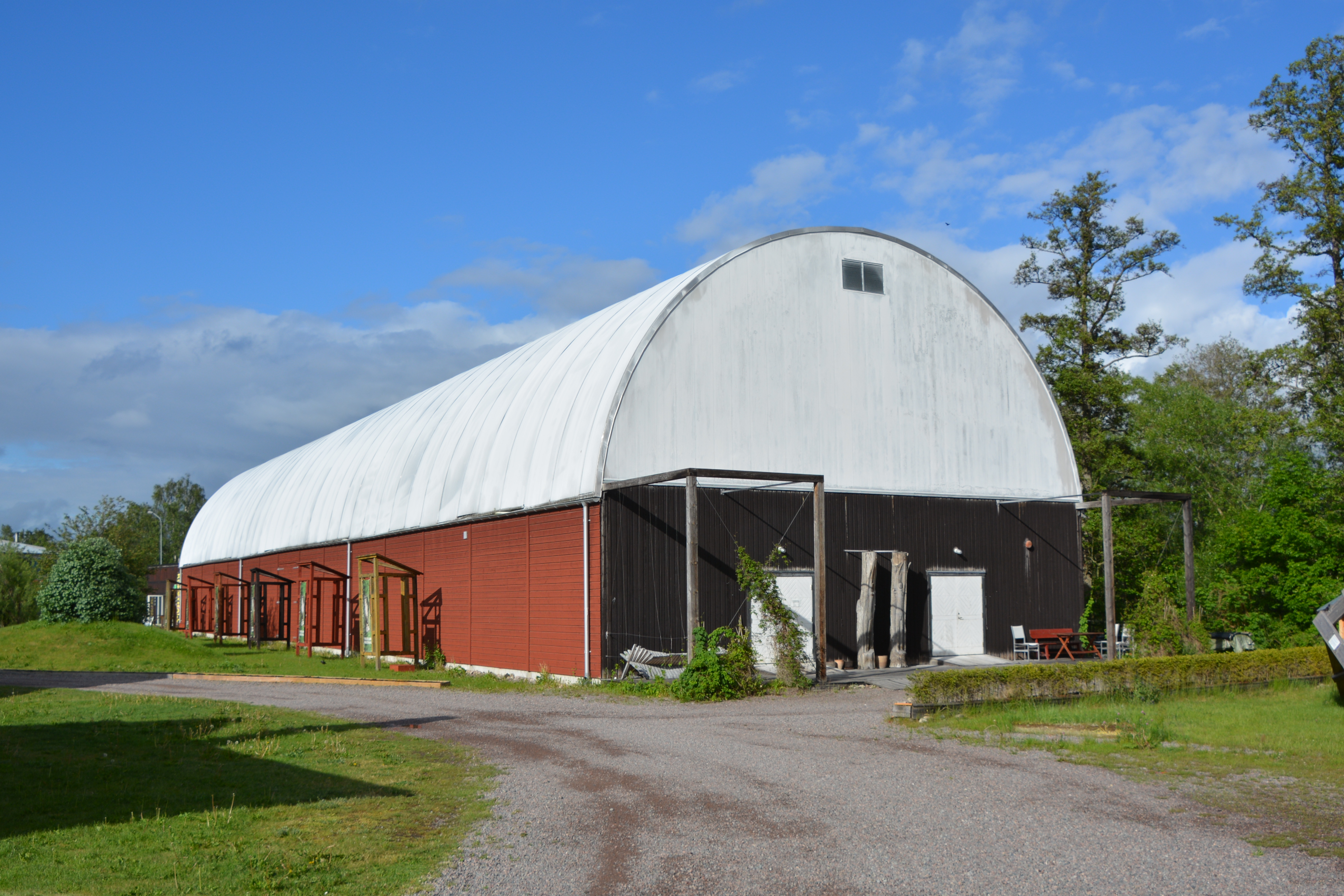
Pappershuset vid Virserums konsthall, vinnare av Publikpriset 2006

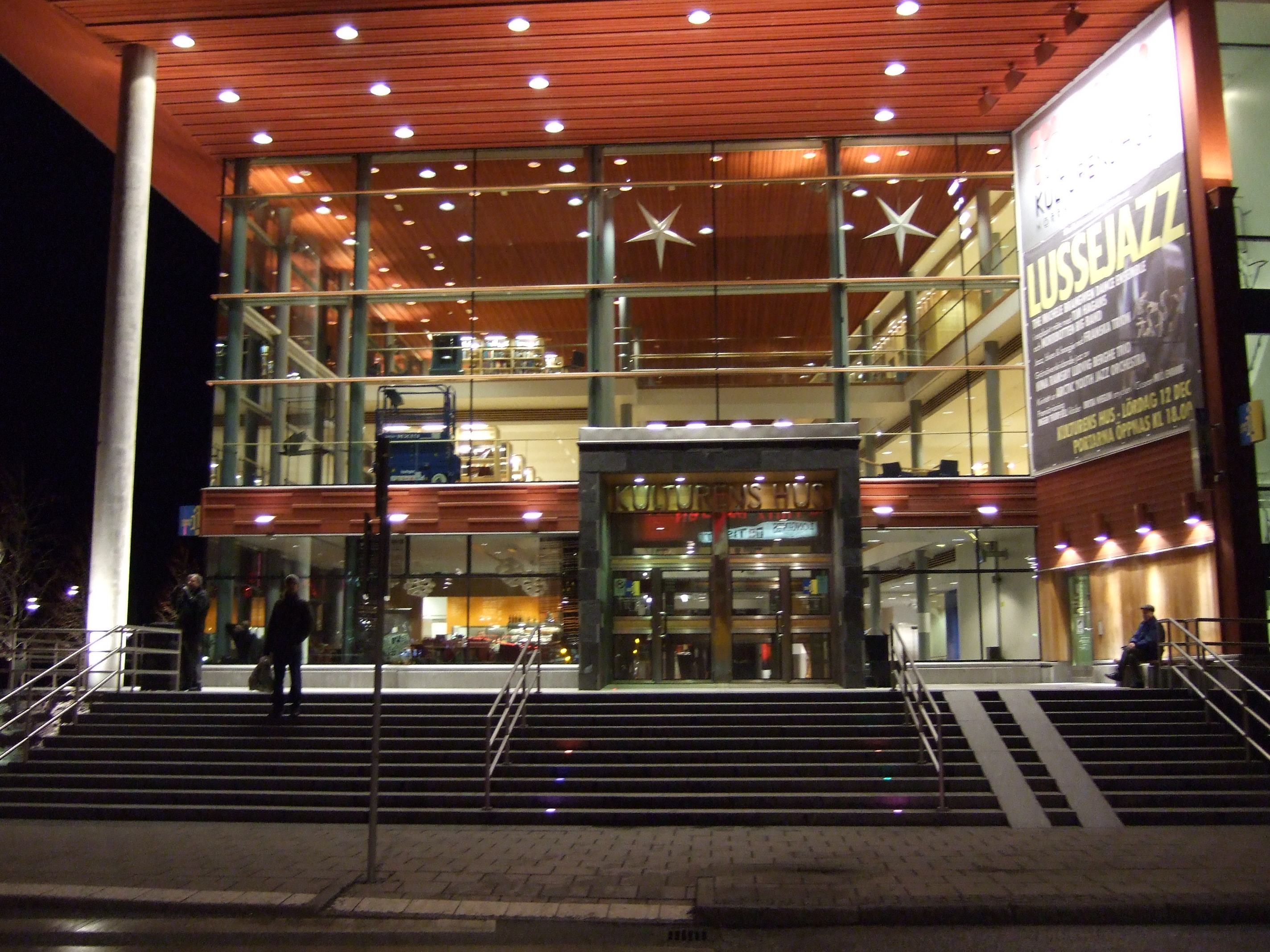
Kulturens hus i Luleå vinnare av Publikpriset 2008

Rödfärgspriset är ett svenskt arkitekturpris för nybyggda slamfärgade trähus. Det delas ut dels som "Arkitekternas pris" och dels som "Publikpriset".
Rödfärgspriset instiftades 2002 av Falu Rödfärg och ges för ny arkitektur av trä, som slamfärgas. Priset stöds numera av Stora Enso.

## Pristagare (Arkitekternas pris)
- 2002 Kvarteret Balder, Lidköping, av Christer Malmström och Anna Eriksson, Christer Malmström Arkitektkontor
- 2004 Sportstuga vid Vänern, Karlstad, av Stefan Andersson på Sport arkitekter
- 2006 Villa Maria, Nacka, av Mats Fahlander och Thomas Marcks, Fahlander Arkitekter AB
- 2008 Nysäter bostadsområde, Örtjärn, Mölnlycke, av Sweco FFNS
- 2010 Biobränsleanläggning, Trolleholm, Svalövs kommun, av Mats Molén, Molén Arkitekter
- 2012 Villa Ekros, Lidingö, av Marge arkitekter
- 2014 Ängsvillan, Nacka, av Jonas Bohlin
- 2016 Semcons kontorshus, Göteborg, av Magnus Månsson och Charlotte Erdegard, Semrén & Månsson Arkitektkontor
- 2018 Bostadshuset Späckhuggaren, Kärna, Kungälvs kommun, av Bornstein Lyckefors arkitekter
- 2020 Flerbostadshuset Ciselören 1, Eksjö, av Okidoki Arkitekter
- 2022 Fritidshuset Äggdal i Lycke i Kungälvs kommun, av Karin och Gert Wingårdh på Wingårdhs arkitektkontor[1]

## Pristagare (Publikpriset)
- 2004 Nordiska Akvarellmuseet av Niels Bruun och Henrik Cofitsen
- 2006 Pappershuset, Virserums konsthall, av Henrik Teleman och Annika Eriksson
- 2008 Kulturens hus, Luleå, av Hans Tirsén, Tirsén & Aili Arkitekter
- 2010 Salt & Boende, Klädesholmen, av Arne Algerö
- 2012 Spritmuseum, Stockholm, av Pontus Lomar
- 2014 Frösö ängar, Frösön, av Lennart Köpsén
- 2016 Sticklingen förskola, Lidingö, av Jesper Engström, AIX Arkitekter
- 2018 Brotorgets scen, Bollnäs, av Pye Aurell Ehrström, Marge arkitekter
- 2020 Torpåkra station, Ljung, Herrljunga kommun (renovering)
- 2022 Bastu och gästrum i Smådalarö, av Måns Malmborg,[2]